# Vierte Partei
Vierte Partei (Fjärde partiet) var en idé kring att skapa ett fjärde storparti i Västtyskland under 1970-talet och tidiga 1980-talet. Detta fjärde parti skulle följa de tre ledande partierna CDU, SPD och FDP och var ett tema inom den politiska högern, bl.a. inom bayerska CSU fanns det personer som ville att partiet skulle gå en självständig väg och bryta samarbetet med systerpartiet CDU. Detta nådde sin kulmen genom Kreuther Trennungsbeschluss 1976. Idén kring "Vierte Partei" fanns dock även inom mindre partier på högerkanten som förde diskussioner om samgående för att kunna spela en större roll på det nationella planet, bland annat Bayernpartei förde idéer kring detta som dock aldrig kom att realiseras.
Idén kring ett fjärde parti stötte på motstånd inom CDU genom att man befarande att det skulle bli kannibalism mellan de båda systerpartierna där ett rikstäckande CSU enbart skulle ta röster från CDU. De liberala delarna av CDU såg också negativt på de konservativa högerkrafterna som gjorde sig starka kring idén om ett fjärde parti. Idén kom sedan att dö ut i samband med 1983 års förbundsdagsval då CDU/CSU tillsammans med FDP gick stärkta ur valet och dessutom ett nytt parti gjorde entré inom den tyska politiken - Die Grünen.